# Sobolewszczyzna (rejon miorski)
Sobolewszczyzna  (biał. Сабалеўшчына; ros. Соболевщина) – wieś na Białorusi, w obwodzie witebskim, w rejonie miorskim, w sielsowiecie Nowy Pohost.

## Historia
W czasach zaborów wieś w powiecie dzisieńskim, w guberni wileńskiej Imperium Rosyjskiego.
W latach 1921–1945 wieś leżała w Polsce, w województwie wileńskim, w powiecie dziśnieńskim, od 1926 roku w powiecie brasławskim, w gminie Przebrodzie.
Według Powszechnego Spisu Ludności z 1921 roku zamieszkiwało tu 111 osób, 91 było wyznania rzymskokatolickiego a 20 prawosławnego. Jednocześnie 9 mieszkańców zadeklarowało polską, 102 białoruską przynależność narodową. Były tu 22 budynki mieszkalne. W 1931 w 21 domach zamieszkiwało 138 osób.
Wierni należeli do parafii rzymskokatolickiej w Borodzieniczach i prawosławnej w Przebrodziu. Miejscowość podlegała pod Sąd Grodzki w Brasławiu i Okręgowy w Wilnie; właściwy urząd pocztowy mieścił się w Przebrodziu.
W wyniku napaści ZSRR na Polskę we wrześniu 1939 miejscowość znalazła się pod okupacją sowiecką. 2 listopada została włączona do Białoruskiej SRR. Od czerwca 1941 roku pod okupacją niemiecką. W 1944 miejscowość została ponownie zajęta przez wojska sowieckie i włączona do Białoruskiej SRR. 
Od 1991 w składzie niepodległej Białorusi.